# Olongapo
Olongapo – miasto na Filipinach w regionie Luzon Środkowy, w zachodniej części wyspy Luzon, u nasady półwyspu Bataan, nad Morzem Południowochińskim. W 2010 roku liczyło 221 178 mieszkańców.
Port morski oraz baza marynarki wojennej Filipin i Stanów Zjednoczonych.